# Tomáš Oulík
Tomáš Oulík (* 1953 Praha) je český notář a spisovatel.
Narodil se v Praze jako nejmladší ze čtyř bratrů, vyrůstal v Nuslích. Jeho otec převzal rodinný obchod s dámskými klobouky, ale po roce 1948 se musel přes několik zaměstnání, např. účetního v družstvu nebo řidiče, opět vypracovat k vedoucímu prodejny klobouků.
V roce 1978 vystudoval Právnickou fakultu UK, poté působil jako notářský koncipient a od roku 1981 jako notář na Praze 2. Od roku 1993 je také členem prezidia Notářské komory pro hlavní město Prahu. Kromě činnosti notáře se věnuje i psaní povídek a nejen odborných článků, které publikuje např. v notářském časopisu Ad notam nebo v deníku Právo. Psát začal již v mládí, ale první knihu vydal až po překročení svých padesáti let. Ač rodilý Pražák, má rád Šumavu. Má dvě dcery, jedna se také stala právničkou, druhá studovala čínštinu.

## Dílo
- V mracích, Praha : Studánka, 2005, ISBN 80-239-4597-1
- Blbý princ, Praha : Mezera, 2009, ISBN 978-80-87148-13-6
- Most přes potom : vlastním nákladem, 2013
- Pták v úlu : vlastním nákladem, 2015